# Ганс Ніланд
Ганс Генріх Ніланд (Hans Heinrich Nieland; 3 жовтня 1900, Гаґен — 29 серпня 1976, Райнбек) — німецький політик, доктор права (1925), бригадефюрер СС (30 січня 1939). Обербургомістр Дрездена (1940—1945).

## Біографія
В червні 1918 року поступив добровольцем в армію, в грудні демобілізований. Вивчав право і економіку в Геттінгенському і Гамбурзькому університетах. З 1922 року працював у експортній фірмі в Гамбурзі, в 1928 році вступив на державну службу. В січні 1926 року вступив у НСДАП (партійний квиток №33 333), значно пізніше — в СС (посвідчення № 61 702). З 14 вересня 1930 року — депутат рейхстагу від Гамбурга. З 1 травня 1931 по 8 травня 1933 року — гауляйтер Зарубіжної організації НСДАП. В 1932 році включений до складу «Відомства Кепплера», яке займалось економічними питаннями у НСДАП. З 18 травня 1933 року — член Гамбурзького сенату, керував питаннями фінансів, з листопада 1934 року — також економіки, техніки і праці. З лютого 1940 року — обербургомістр Дрездена. Під час бомбардування Дрездена Ніланд не зміг в повній мірі організувати допомогу мешканцям. 2 червня 1945 року інтернований британськими військами. 21 лютого 1948 року звільнений. В серпні 1945 року засуджений Судовою палатою Білефельда до грошового штрафу.

## Нагороди
- Золотий партійний знак НСДАП
- Почесний хрест ветерана війни
- Кільце «Мертва голова»
- Почесна шпага рейхсфюрера СС
- Хрест Воєнних заслуг 2-го класу